# Lee Sterrey
Lee Sterrey (1º maggio 1961) è un allenatore di calcio ed ex calciatore australiano.

## Carriera

### Giocatore
Tra il 1981 ed il 1985 ha giocato nel Sidney Croatia; sempre nel 1985 ha giocato nei Marconi Stallions, mentre nel 1989 ha vestito la maglia del Blacktown City.

### Allenatore
Dopo una stagione da vice allenatore dei Marconi Stallions ha allenato in varie squadre australiane.
Ha allenato la Nazionale di calcio delle Figi tra il 2003 ed il 2004.